# 梅纳焦
梅纳焦（義大利語：Menaggio），是意大利科莫省的一个市镇。总面积13平方公里，人口3253人，人口密度250.2人/平方公里（2009年）。ISTAT代码为013145。

## 友好城市
- 法國阿勒瓦尔
- 巴西卡拉皮庫伊巴
- 德国沃尔佩尔茨文德